# Carlo Grano
 (décembre 2023).
Si vous disposez d'ouvrages ou d'articles de référence ou si vous connaissez des sites web de qualité traitant du thème abordé ici, merci de compléter l'article en donnant les références utiles à sa vérifiabilité et en les liant à la section « Notes et références ».
Carlo Grano (né le 14 octobre 1887 à Rome, capitale du royaume d'Italie et mort le 2 avril 1976 dans la même ville) est un cardinal italien de l'Église catholique du XXe siècle, créé par le pape Paul VI.

## Biographie
Né à Rome le 14 octobre 1887, il fréquente le séminaire Pontifical romain et l'Athénée Pontifical "Sant 'Apollinare", diplômé en philosophie, de théologie et de droit Canon.
Il est ordonné prêtre le 14 juin 1912 à Rome par le vicegérant Giuseppe Ceppetelli, patriarche titulaire de Constantinople. Après huit années de ministère sacerdotal, le 23 janvier 1920 il est nommé surnuméraire maître des cérémonies pontificales et dans la secrétairerie d'État le 20 novembre 1923. En tant que cérémoniaire, il accompagne le Cardinal Secrétaire d'État Eugenio Pacelli, le futur pape Pie XII, le légat du pape pour le Congrès Eucharistique International à Buenos Aires en octobre 1934 et à Budapest en mai 1938, aussi lors de voyages à Lourdes et Lisieux, en juillet 1937, pour la bénédiction de la basilique dédiée à Sainte Thérèse.
IL participe, comme cérémoniaire, au Conclave de 1939, et il est nommé, le 11 décembre 1945, chef du protocole du Secrétariat d'État et, deux jours plus tard, protonotaire apostolique ad instar participantium.
Le 28 juin 1948, il est appelé pour faire partie du Comité Central pour l'année Sainte 1950. Il est consulteur de la Sacrée Congrégation Consistoriale du 7 juin 1950 et du Saint-Office du 30 mars 1953. Il est promu, avec Angelo Dell'Acqua, le 17 février 1953, substitut de la secrétairerie d'État des affaires ordinaires et Secrétaire du chiffre.
Il laisse ce poste, qui reste au seul Dell'Acqua, lorsque, après la promotion au cardinalat du Nonce Giuseppe Fietta, le 13 décembre 1958, il est nommé nonce apostolique en Italie (en) et deux jours plus tard, dans le premier consistoire du pape Jean XXIII, promu archevêque titulaire de Thessalonique (de).
Le 27 décembre suivant, dans la Basilique vaticane, il est consacré évêque par le pape en personne, ayant comme co-consacrants le capucin Girolamo Bortignon, évêque de Padoue et Gioacchino Muccin, évêque de Feltre et Belluno. Dans la même cérémonie, entre autres, ils sont consacrés Domenico Tardini, nouveau Cardinal Secrétaire d'État, Angelo Dell'Acqua et Albino Luciani, le futur pape Jean-Paul Ier.
Il participe à toutes les sessions du Concile Vatican II.
Il est créé cardinal le 26 juin 1967, et selon une coutume ancienne, reçoit la barrette cardinalice, que lui donne l'ablégat apostolique Antonio Travia, des mains du Président de la République italienne Giuseppe Saragat, dans le palais du Quirinale. Il reçoit le titre de San Marcello.
Il meurt, à l'âge de 88 ans, dans sa résidence romaine, le 2 avril 1976 et il est enterré dans son église titulaire.

### Généalogie épiscopale
- Cardinal Scipione Rebiba
- Cardinal Giulio Antonio Santori
- Cardinal Girolamo Bernerio, O.P.
- Archevêque Galeazzo Sanvitale
- Cardinal Ludovico Ludovisi
- Cardinal Luigi Caetani
- Cardinal Ulderico Carpegna
- Cardinal Paluzzo Paluzzi Altieri degli Albertoni
- Papa Benoît XIII
- Papa Benoît XIV
- Pape Clément XIII
- Cardinal Bernardino Giraud
- Cardinal Alessandro Mattei
- Cardinal Pietro Francesco Galleffi
- Cardinal Filippo de Angelis
- Cardinal Amilcare Malagola
- Cardinal Giovanni Tacci Porcelli
- Pape Jean XXIII
- Cardinal Carlo Grano

### Sources
- Annuario Pontificio 1920-1976
- Acta Apostolicae Sedis 1920-1976